# Josef Walter (poslanec Českého zemského sněmu)
Josef Adam Walter (22. února 1844 Dürnbach – 10. května 1921 Cheb) byl rakouský politik německé národnosti z Čech; poslanec Českého zemského sněmu.

## Biografie
Narodil se v Dürnbachu (dnes Potočiště) u Chebu. V letech 1857–1860 vystudoval nižší reálnou školu v Chebu. Působil jako rolník ve vesnici Thurn (dnes Tuřany) u Chebu, kam se přiženil roku 1872. Za ženu si vzal Annu Sommerovou. Byl členem obecního zastupitelstva a místní školní rady v Chebu. Po dobu 14 let předsedal politicko-hospodářskému spolku Kasino. Byl členem zemské zemědělské rady a členem předsednictva chebského společenstva pro skladiště. Byl také členem kuratoria chebské rolnické a hospodářské školy. Jeho manželkou byla Anna Maria Walter, rozená Sommer. Zemřela roku 1913.
V 80. letech se zapojil i do vysoké politiky. V doplňovacích zemských volbách v září 1887 byl zvolen na Český zemský sněm, kde zastupoval kurii venkovských obcí, obvod Cheb, Vildštejn, Aš. Nahradil zesnulého poslance Georga Löwa. Uváděl se tehdy jako nezávislý německý antisemitský kandidát. Mandát zde obhájil i v řádných zemských volbách v roce 1889. Tehdy byl řazen mezi německé liberály (tzv. Ústavní strana, liberálně a centralisticky orientovaná, odmítající federalistické aspirace neněmeckých etnik). Uspěl i v následujících zemských volbách v roce 1895. Po nich je uváděn jako německý nacionál. Šlo o Německou lidovou stranu, mezi jejíž zástupce se hlásil ve funkčním období sněmu 1895–1901. Dne 19. května 1899 v rámci hromadné rezignace německých nacionálních poslanců složil mandát. Byl ale ještě během roku 1899 znovu manifestačně zvolen. V zemských volbách v roce 1901 byl na sněm zvolen coby kandidát všeněmecké strany.